# Нојхоф ан дер Цен
Нојхоф ан дер Цен (њем. Neuhof an der Zenn) град је у њемачкој савезној држави Баварска. Једно је од 38 општинских средишта округа Нојштат ан дер Ајш-Бад Виндсхајм. Према процјени из 2010. у граду је живјело 2.094 становника. Посједује регионалну шифру (AGS) 9575152.

## Географски и демографски подаци
Нојхоф ан дер Цен се налази у савезној држави Баварска у округу Нојштат ан дер Ајш-Бад Виндсхајм. Град се налази на надморској висини од 334 метра. Површина општине износи 30,8 km². У самом граду је, према процјени из 2010. године, живјело 2.094 становника. Просјечна густина становништва износи 68 становника/km².